# Hiệp định Rio de Janeiro (1825)
Hiệp định Rio de Janeiro được ký kết giữa Vương quốc Bồ Đào Nha và Đế quốc Brasil vào ngày 29 tháng 8 năm 1825, theo đó công nhận Brasil là một quốc gia độc lập, chính thức chấm dứt cuộc Chiến tranh giành độc lập Brasil.
Hiệp ước đã được Hoàng đế Brasil phê chuẩn vào ngày 24 tháng 8 năm 1825 và bởi Vua Bồ Đào Nha vào ngày 15 tháng 11 năm 1825 và cùng ngày hai văn kiện phê chuẩn được trao đổi giữa các nhà ngoại giao Brasil và Bồ Đào Nha ở Lisboa.
Hiệp ước có hiệu lực vào ngày 15 tháng 11 năm 1825, sau khi trao đổi các văn bản đã được phê chuẩn. Nó được tuyên bố có hiệu lực ở Bồ Đào Nha cùng ngày và ở Brasil vào ngày 10 tháng 4 năm 1826.

## Trung gian hòa giải của Anh quốc
Vương quốc Anh đã được làm trung gian hiệp định này, Anh có quyền lợi rõ ràng về sự độc lập của Brasil và họ đã chính thức công nhận sự độc lập của Brasil trước hiệp ước này nhưng muốn lấy từ quốc gia mới nền kinh tế buôn bán nô lệ. Điều này cuối cùng đã trì hoãn việc soạn thảo và ký kết Hiệp ước Rio de Janeiro, theo như tên gọi của nó, đã được ký kết tại thành phố Rio de Janeiro.
Trong số các lý do khiến Vương quốc Anh chủ động ủng hộ cho sự nghiệp giành độc lập của Brasil, nhấn mạnh rằng sự độc lập của Brasil đã tạo điều kiện thuận lợi cho việc công nhận các nền cộng hòa tại Mỹ Latinh; Đó là Bồ Đào Nha đã bị lôi kéo vào cuộc khủng hoảng nội bộ và do đó quá yếu về mặt quân sự và kinh tế để tái áp đặt quy chuẩn đối với Brasil; Là kết quả của các quan hệ thương mại được phát triển từ năm 1808, Brasil đã trở thành thị trường tiêu thụ lớn thứ ba của xuất khẩu Anh; Brasil đã duy trì chế độ quân chủ lập hiến và do đó là một "tấm gương tốt" cho các quốc gia khác; Rằng bất kỳ sự chậm trễ nào trong sự công nhận của họ sẽ gây nguy hiểm cho sự ổn định và thống nhất của quốc gia mới; Việc tuyên bố độc lập của Brasil cho phép Anh thúc đẩy những tiến bộ về vấn đề bãi bỏ buôn bán nô lệ và Brasil độc lập đó dễ bị tổn hại hơn với áp lực của Anh, đặc biệt là vì sự phụ thuộc về tài chính và quân sự đối với Vương quốc Anh.